# Buriton
Buriton is een civil parish in het bestuurlijke gebied East Hampshire, in het Engelse graafschap Hampshire met 785 inwoners.